# 좌포초등학교
좌포초등학교는 대한민국 전라북도 진안군 성수면 원좌길 51 (좌포리)에 있었던 초등학교이다.

## 연혁
- 1937년 6월 1일 외궁공립보통학교 부설 좌포간이학교 개교
- 1944년 4월 1일 좌포공립국민학교로 승격
- 1988년 3월 1일 만덕분교장 통폐합
- 1996년 3월 1일 좌포초등학교로 개칭
- 2003년 3월 1일 외궁초등학교로 통폐합